# Disclosure (banda)
Disclosure é um duo Inglês de música eletrônica, consiste nos irmãos Guy (nascido em 25 de maio de 1991) e Howard Lawrence (nascido em 11 de maio de 1994). Os irmãos cresceram na cidade de Reigate na Inglaterra. O primeiro álbum do duo Settle, foi lançado em 3 de junho de 2013 pela gravadora PMR, e foi nomeado para concorrer como melhor álbum de música eletrônica no Grammy de 2014.

## História

### 2010–2011: O começo
O primeiro single do duo "Offline Dexterity" foi lançado em 29 de agosto de 2010. Em 13 de junho de 2011 foi lançado "Carnival"/"I Love...That You Know".

### 2012–presente: Sucesso comercial eSettle
A banda alcançou significante sucesso nacional após o lançamento do single "Tenderly"/"Flow" em janeiro de 2012. Em junho do mesmo ano o EP The Face era lançado.
O primeiro grande sucesso do duo foi a música "Latch" (com vocais de Sam Smith) que alcançou as primeiras posições nas paradas musicais inglesas. Mais tarde mais duas músicas fizeram grande sucesso, "White Noise" (com AlunaGeorge) e "You & Me" (com Eliza Doolittle). Esta três canções fazem parte do EP The Singles. Em 3 de junho de 2013 o álbum Settle foi lançado, estreando na primeira posição do UK Albums Chart.
Em 2013 a banda embarcou em uma tour mundial que incluiu países da Europa, passou também pelos Estados Unidos e Canadá incluindo uns dos maiores festivais do mundo o Coachella Valley Music and Arts Festival e o Lollapalooza. A banda também passou pelo Brasil para tocar na edição de 2014 do Lollapalooza.

## Discografia

### Álbuns de estúdio
| Título                                                                                        | Detalhe do álbum                                                                                   | Posições em paradas músicais | Posições em paradas músicais | Posições em paradas músicais | Posições em paradas músicais | Posições em paradas músicais | Posições em paradas músicais | Posições em paradas músicais | Posições em paradas músicais | Posições em paradas músicais | Posições em paradas músicais | Certificações               |
| Título                                                                                        | Detalhe do álbum                                                                                   | UK                           | AUS                          | AUT                          | BEL                          | FRA                          | ALE                          | HOL                          | SUE                          | SUI                          | EUA                          | Certificações               |
| --------------------------------------------------------------------------------------------- | -------------------------------------------------------------------------------------------------- | ---------------------------- | ---------------------------- | ---------------------------- | ---------------------------- | ---------------------------- | ---------------------------- | ---------------------------- | ---------------------------- | ---------------------------- | ---------------------------- | --------------------------- |
| Settle                                                                                        | - Lançamento: 31 de maio de 2013 - Gravadora: PMR, Island - Formatos: CD, LP, digital download     | 1                            | 5                            | —                            | 8                            | 84                           | —                            | 24                           | —                            | 76                           | 36                           | - BPI: platina - ARIA: ouro |
| Caracal                                                                                       | - Lançamento: 25 de setembro de 2015 - Gravadora: PMR, Island - Formatos: CD, LP, digital download | 1                            | 2                            | 31                           | 6                            | 28                           | 31                           | 7                            | 32                           | 14                           | 9                            | - BPI: ouro                 |
| Energy                                                                                        | - Lançamento: 28 de agosto de 2020 - Gravadora: Island - Formatos: CD, LP, digital download        | 4                            | 12                           | —                            | 65                           | 132                          | 71                           | 25                           | —                            | 38                           | 48                           |                             |
| Alchemy                                                                                       | - Lançamento: 14 de julho de 2023 - Gravadora: Apollo, AWAL - Formatos: CD, digital download       | 135                          | —                            | —                            | —                            | —                            | —                            | —                            | —                            | —                            | —                            |                             |
| "—" indica que a gravação não foi incluída nas paradas ou não foi distribuída naquela região. | |                              |                              |                              |                              |                              |                              |                              |                              |                              |                              |                             |

## Singles

### Como artista principal
| Título                                                                                        | Ano  | Posições em paradas músicais | Posições em paradas músicais | Posições em paradas músicais | Posições em paradas músicais | Posições em paradas músicais | Posições em paradas músicais | Posições em paradas músicais | Posições em paradas músicais | Posições em paradas músicais | Posições em paradas músicais | Certificações                                                      | Álbum            |
| Título                                                                                        | Ano  | UK                           | AUS                          | AUT                          | BEL                          | FRA                          | ALE                          | HOL                          | SUE                          | SUI                          | EUA                          | Certificações                                                      | Álbum            |
| --------------------------------------------------------------------------------------------- | ---- | ---------------------------- | ---------------------------- | ---------------------------- | ---------------------------- | ---------------------------- | ---------------------------- | ---------------------------- | ---------------------------- | ---------------------------- | ---------------------------- | ------------------------------------------------------------------ | ---------------- |
| "Latch" (featuring Sam Smith)                                                                 | 2012 | 11                           | 47                           | —                            | 22                           | 8                            | —                            | 60                           | 30                           | —                            | 7                            | - BPI: platina - ARIA: platina - MC: 2× platina - RIAA: 3× platina | Settle           |
| "White Noise" (featuring AlunaGeorge)                                                         | 2013 | 2                            | —                            | —                            | 19                           | —                            | —                            | —                            | —                            | —                            | —                            | - BPI: platina                                                     | Settle           |
| "You & Me" (featuring Eliza Doolittle)                                                        | 2013 | 10                           | —                            | 62                           | 7                            | 2                            | 88                           | —                            | —                            | 56                           | —                            | - BPI: platina                                                     | Settle           |
| "F For You"                                                                                   | 2013 | 20                           | —                            | —                            | 7                            | —                            | —                            | —                            | —                            | —                            | —                            | - BPI: prata                                                       | Settle           |
| "Help Me Lose My Mind" (featuring London Grammar)                                             | 2013 | 56                           | —                            | —                            | 27                           | —                            | —                            | —                            | —                            | —                            | —                            | - BPI: prata                                                       | Settle           |
| "Voices" (featuring Sasha Keable)                                                             | 2013 | —                            | —                            | —                            | 54                           | —                            | —                            | —                            | —                            | —                            | —                            |                                                                    | Settle           |
| "Holding On" (featuring Gregory Porter)                                                       | 2015 | 46                           | —                            | —                            | 13                           | 50                           | —                            | 67                           | —                            | —                            | —                            | - BPI: prata                                                       | Caracal          |
| "Omen" (featuring Sam Smith)                                                                  | 2015 | 13                           | 29                           | 74                           | 2                            | 66                           | 74                           | 27                           | 56                           | 50                           | 64                           | - BPI: ouro - RIAA: ouro                                           | Caracal          |
| "Jaded"                                                                                       | 2015 | 87                           | —                            | —                            | 8                            | —                            | —                            | —                            | —                            | —                            | —                            |                                                                    | Caracal          |
| "Magnets" (featuring Lorde)                                                                   | 2015 | 71                           | 14                           | —                            | 33                           | 87                           | —                            | 74                           | —                            | —                            | —                            | - BPI: prata - ARIA: ouro - RMNZ: platina                          | Caracal          |
| "Nocturnal" (featuring The Weeknd)                                                            | 2016 | —                            | —                            | —                            | —                            | 179                          | —                            | —                            | —                            | —                            | —                            |                                                                    | Caracal          |
| "Know Your Worth" (with Khalid)                                                               | 2020 | 27                           | 31                           | 69                           | 6                            | —                            | —                            | 28                           | 64                           | 51                           | 57                           | - BPI: prata - ARIA: platina - RMNZ: ouro                          | Energy           |
| "Energy"                                                                                      | 2020 | —                            | —                            | —                            | 23                           | —                            | —                            | —                            | —                            | —                            | —                            |                                                                    | Energy           |
| "My High" (with Aminé and Slowthai)                                                           | 2020 | 86                           | —                            | —                            | —                            | —                            | —                            | —                            | —                            | —                            | —                            |                                                                    | Energy           |
| "Douha (Mali Mali)" (with Fatoumata Diawara)                                                  | 2020 | 83                           | —                            | —                            | 35                           | —                            | —                            | —                            | —                            | —                            | —                            |                                                                    | Energy           |
| "Birthday" (with Kehlani and Syd)                                                             | 2020 | 81                           | —                            | —                            | —                            | —                            | —                            | —                            | —                            | —                            | —                            |                                                                    | Energy           |
| "Watch Your Step" (with Kelis)                                                                | 2020 | —                            | —                            | —                            | 45                           | —                            | —                            | —                            | —                            | —                            | —                            |                                                                    | Energy           |
| "She’s Gone, Dance On"                                                                        | 2024 | 52                           | —                            | —                            | —                            | —                            | —                            | —                            | —                            | —                            | —                            |                                                                    | Non-album single |
| "—" indica que a gravação não foi incluída nas paradas ou não foi distribuída naquela região. |      |                              |                              |                              |                              |                              |                              |                              |                              |                              |                              |                                                                    |                  |